# Класифікація Ботц—Моргана
Класифікація Ботц—Моргана — класифікація скупчень галактик на основі морфології галактики, яка домінує в скупченні. Її розробили 1970 року Лаура Ботц і Вільям Вілсон Морган. 
Класифікації визначає три основні типи: I, II, і III. Проміжні типи (I—II, II—III) також допускаються. У попередньому варіанті класифікація включала також тип IV, але в остаточному варіанті його було вилучено.

## Класифікація
- У скупченнях I типу домінують яскраві, дуже великі, надмасивні еліптичні галактики (також відомі як галактики типу cD — від англ. central Dominant galaxy; наприклад Abell 2029 і Abell 2199.
- У скупченнях II типу найяскравіша галактика (чи галактики) еліптичні тп мають проміжний тип між cD та еліптичними галактиками типу Діви. Скупчення Волосся Вероніки є прикладом типу II.
- Скупчення III типу  не має галактики, яка домінує (приклад: скупчення Діви). Третій тип має два підтипи, IIIE і IIIS
  - IIIE — скупчення містить небагато великих спіральних галактик
  - IIIS — скупчення містить багато великих спіральних галактик
- Скасований IV тип було призначено для скупчень, яскраві члени яких були переважно спіральними[2].

## Приклади
| Зображення | Приклад                           | Тип        | Опис |
| ---------- | --------------------------------- | ---------- | ---- |
|            | Abell 2199                        | Тип I      |      |
|            | Abell S740                        | Тип I-II   |      |
|            | Скупчення Волосся Вероніки        | Тип II     |      |
|            | Abell 1689                        | Тип II-III |      |
|            | Скупчення галактик у сузір'ї Діви | Тип III    |      |
|            |                                   | Тип IIIS   |      |
|            |                                   | Тип IIIE   |      |